# スペクターX
『スペクターX』（原題：最佳拍檔之千里救差婆、英題：Aces go Places 4、国際題：Mad Mission 4）は、1986年の香港映画。

## 概要
悪漢探偵シリーズの第4弾。配給会社が違うために邦題に繋がりがないように思われるが、れっきとしたシリーズ作。おなじみのサミュエル・ホイに、カール・マッカ、シルヴィア・チャンが活躍するコメディ・アクションだが、今回の監督はリンゴ・ラム。
ロナルド・レイシーは『レイダース/失われたアーク《聖櫃》』でのトートを彷彿させる役柄で演じていた。
日本での同時上映は『魔界天使』。

## キャスト
- キングコング：サミュエル・ホイ（江原正士）
- アルバート／ハゲタン：カール・マッカ（富山敬）
- ホー：シルヴィア・チャン（鈴木弘子）
- チビハゲ：サイラス・ウォン（菅谷政子）
- サリー・イップ（平野文）
- ロナルド・レイシー（上田敏也）

※（ ）はTBSで放送された日本語吹替えキャスト